# Nie przed zachodem słońca
Nie przed zachodem słońca (fiń. Ennen päivänlaskua ei voi) – powieść fantasy fińskiej pisarki Johanny Sinisalo wydana w 2000 roku przez oficynę Tammi. W tym samym roku została uhonorowana najbardziej prestiżową fińską nagrodą literacką — Finlandią, stając się pierwszą w historii tego wyróżnienia laureatką z gatunku science fiction.
Wydanie angielskie tej powieści – Not Before Sundown (Owen Publishers, Londyn 2003, przeł. Herbert Lomas; ukazało się także w USA pod tytułem Troll: A Love Story, wyd. Grove/Atlantic, 2004, przeł. Herbert Lomas) – przyniosło autorce nagrodę Jamesa Tiptree Jr.
Polskie wydanie w tłumaczeniu S. Musielaka wydała oficyna Słowo/obraz terytoria w 2005 r. (ISBN 83-7453-710-8)

## Miejsce i czas akcji
Akcja powieści toczy się współcześnie w mieście Tampere w Finlandii.

## Fabuła
W świecie stworzonym przez Sinisalo trolle są dzikim zwierzętami, które przeszły ewolucję paralelną do ludzkiej; według oficjalnego stanowiska nauki są mniej więcej na podobnym poziomie rozwoju, co szympansy. Główny bohater, Mikael, zwany Aniołem, jest gejem, niezależnym fotografem. Niedawno zerwał ze swoim partnerem, weterynarzem Spidermanem, bo zakochał się w jednym ze swoich zleceniodawców, Martesie. Pewnego dnia, wracając z nieudanej randki, przepędza z podwórza grupę wyrostków, pastwiących się nad młodym trollem, po czym zabiera zmaltretowaną istotę do domu. Opieka nad trollem, któremu nadaje imię Pessi, z jednej strony oddala go coraz bardziej od środowiska, w którym się obracał (Anioł próbuje za wszelką cenę ukryć przed znajomymi i sąsiadami posiadanie trolla), z drugiej - pozwala mu poznać Palomitę, pochodzącą z Filipin żonę jednego z sąsiadów, dręczoną i terroryzowaną przez męża, która dzieli z nim jego tajemnicę. Im silniejsza jest jego więź z trollem, przekształcająca się z początkowej opiekuńczości w zakochanie, tym bardziej Anioł odsuwa się od ludzi. W końcu, kiedy w wyniku konfrontacji między Pessim a kochankiem Anioła, Eckem, ten ostatni ginie, Mikael decyduje się na ucieczkę z Pessim w lasy, gdzie - w ostatnich scenach powieści - orientuje się, że stanowisko ludzkiej cywilizacji wobec trolli jest mylne, są one bowiem gatunkiem inteligentnym.

## Forma literacka i narracja
Powieść ma narrację pierwszoosobową, z kilkoma narratorami (Anioł, Ecke, Martes, Spiderman, Palomita), których głosy się przeplatają; fragmenty tekstu w I. osobie przeplecione są dodatkowo z paradokumentalnymi fragmentami fikcyjnej literatury, folkloru, dokumentów i newsów, dotyczących historii relacji ludzi z trollami.